# San Fiorano
San Fiorano (San Fiuràn in dialetto lodigiano) è un comune italiano di 1 864 abitanti della provincia di Lodi in Lombardia.

## Geografia fisica
San Fiorano è situato nel basso lodigiano, a 3,5 km a sud di Codogno e a 28 km a sud-est del capoluogo provinciale Lodi. Occupa una superficie di 8,97 km². Confina con i comuni di Codogno a nord, Maleo a nord-est, Santo Stefano Lodigiano a sud-est e Fombio ad ovest.

## Storia
Il paese di San Fiorano viene citato per la prima volta in un documento del 997. Rogerio di Bariano fu nominato feudatario dall'imperatore Ottone III. A causa del suo possesso sanfioranese, Rogerio ebbe una lite il 5 agosto dell'anno 1000 con il vescovo di Lodi, giudicata da Benzone conte di Lodi nel placito di Turano.
In epoca comunale, il castello sanfioranese fu coinvolto nelle lotte tra i comuni di Milano, Lodi, Pavia, Cremona e Piacenza: nel 1216 fu distrutto dai Milanesi alleati ai Piacentini. Ricostruito, nel 1239 fu preso e incendiato dai Piacentini in guerra coi Lodigiani, che parteggiavano per l'imperatore Federico II di Svevia. Ricostruito, fu di nuovo conquistato dai Milanesi nel 1278, ma in seguito i Lodigiani, alleati ai Cremonesi se ne impadronirono e lo distrussero.
Il castello, tornato a nuova vita, servì da rifugio ai Tresseni, fuggiaschi da Lodi per motivi politici, che tennero San Fiorano fin verso la fine del XV secolo.
Di fianco al castello, sull'area dell'attuale cimitero, sorgeva la chiesa plebana di Santa Elisabetta, citata in un documento del 1261, anno in cui pagava una tassa al Vescovo di Lodi. Era la Chiesa del vecchio paese, essendo l'attuale costruita a partire dall'anno 1502. Narra Lorenzo Monti, storico codognese della fine del XVIII secolo, come nelle mura esterne dell'abside, rivolte verso il lago Barilli, fossero infissi dei grossi anelli di ferro che servivano per ancorare le barche dei pescatori.
All'inizio del XVI secolo la proprietà di San Fiorano passò alla famiglia milanese dei Trivulzio; nel 1543 il conte Gian Fermo Trivulzio ottenne dall'imperatore di Spagna Carlo V il permesso di tenere un mercato in una delle sue terre e fissò questo privilegio in San Fiorano, com'era ricordato da una lapide marmorea che si trovava di fronte al Municipio.
Il mercato di San Fiorano nei secoli scorsi era molto rinomato e richiamava commercianti e curiosi di tutto il circondario; gli ultimi affari si sono consumati fino alla prima guerra mondiale. Nei giorni immediatamente precedenti la Sagra patronale del 4 maggio, si svolgeva in paese una grande fiera detta di Santa Croce che godeva di grande fama presso tutte le terre del medio corso del Po. Il poeta lodigiano Jacopo Gabiano (sec. XVII) fa cenno del mercato di San Fiorano nel suo poema "Laudiade".
Il 16 maggio 1645 Giangiorgio Pallavicino acquistò il feudo di San Fiorano, iniziando così il "dominio" della sua casata sul paese. Il più illustre discendente della nobile casata fu senza dubbio Giorgio Guido, il grande patriota del Risorgimento italiano, che avrà modo di ospitare in paese nel 1866 Giuseppe Garibaldi in persona, dedito in quel periodo a ordine manovre per la liberazione di Roma dallo Stato Pontificio.

### Simboli
Stemma
Lo stemma è privo di formale decreto di concessione e si può blasonare:
Gonfalone

## Monumenti e luoghi d'interesse
Tre sono i luoghi di interesse: 
- la chiesa fondata nel 1502 e dedicata a San Floriano;
- la villa Pallavicino Trivulzio, la quale integra alcuni elementi già appartenenti al Duecentesco castello di San Fioriano[4];
- l'antico cimitero, chiamato anche "Mortorino", nel quale sono conservati affreschi settecenteschi della Via Crucis, opera del pittore varesino Giovanni Battista Ronchelli, allievo di Pietro Antonio Magatti.

## Società

### Evoluzione demografica
Abitanti censiti

### Etnie e minoranze straniere
Al 31 dicembre 2008 gli stranieri residenti nel comune di San Fiorano in totale sono 60, pari al 3,43% della popolazione. Tra le nazionalità più rappresentate troviamo:
| Paese   | Popolazione (2008) |
| ------- | ------------------ |
| Marocco | 28                 |
| Romania | 17                 |

## Amministrazione
Segue un elenco delle amministrazioni locali.
| Periodo | Periodo   | Primo cittadino   | Partito                       | Carica  | Note |
| ------- | --------- | ----------------- | ----------------------------- | ------- | ---- |
| 1945    | 1951      | Giuseppe Travaini |                               | Sindaco |      |
| 1951    | 1956      | Pietro Tirelli    |                               | Sindaco |      |
| 1956    | 1964      | Antonio Cigolini  |                               | Sindaco |      |
| 1964    | 1975      | Giovanni Fugazza  |                               | Sindaco |      |
| 1975    | 1995      | Angelo Omini      | Democrazia Cristiana          | Sindaco |      |
| 1995    | 2004      | Angelo Fugazza    | Lista civica (centrodestra)   | Sindaco |      |
| 2004    | 2014      | Antonio Mariani   | Lista civica (centrosinistra) | Sindaco |      |
| 2014    | in carica | Mario Ghidelli    | Lista civica (centrodestra)   | Sindaco |      |

## Galleria d'immagini

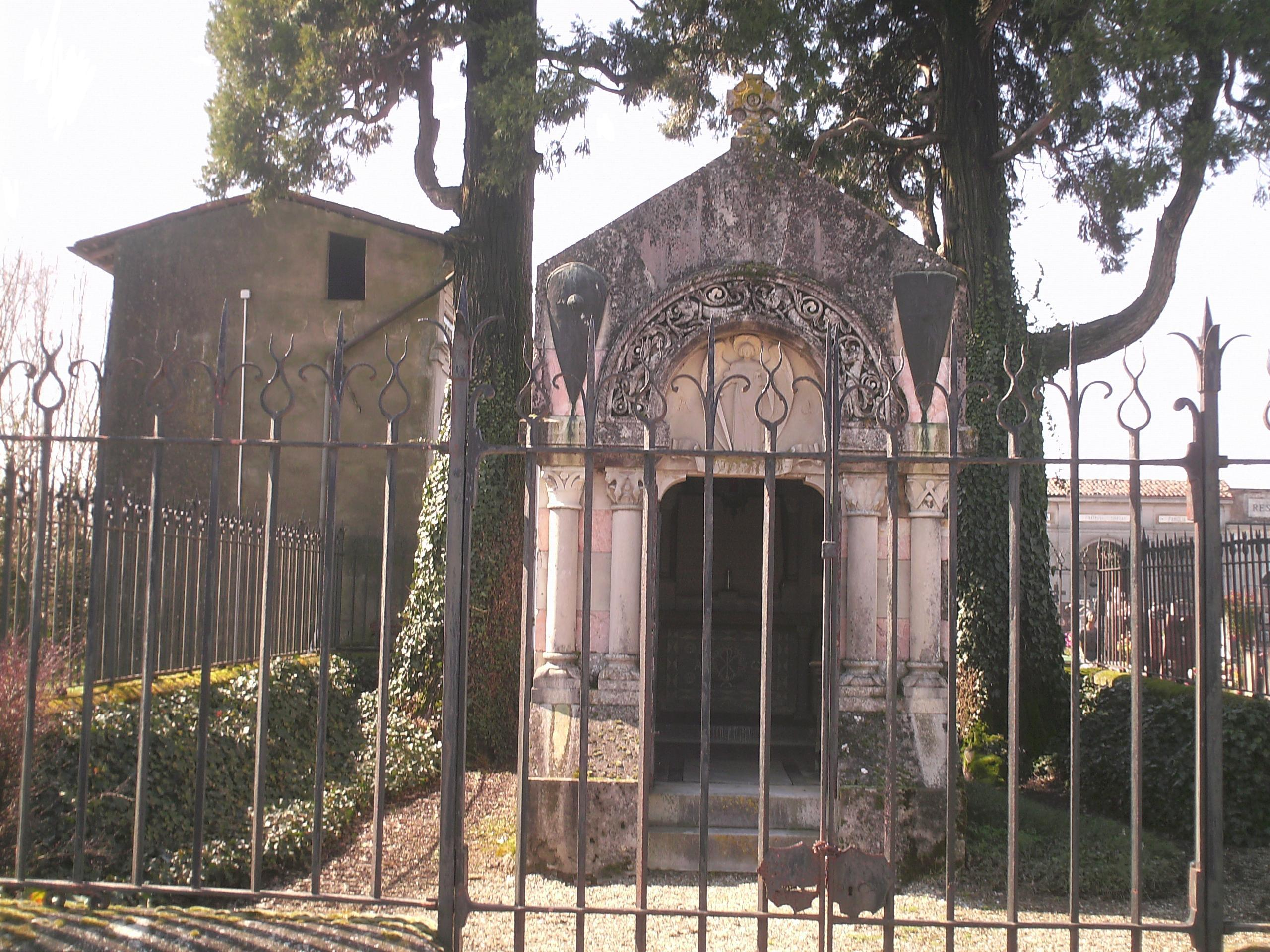
Cappella dei conti Pallavicino
Il Mortorino